# Kvarteret Hippomenes

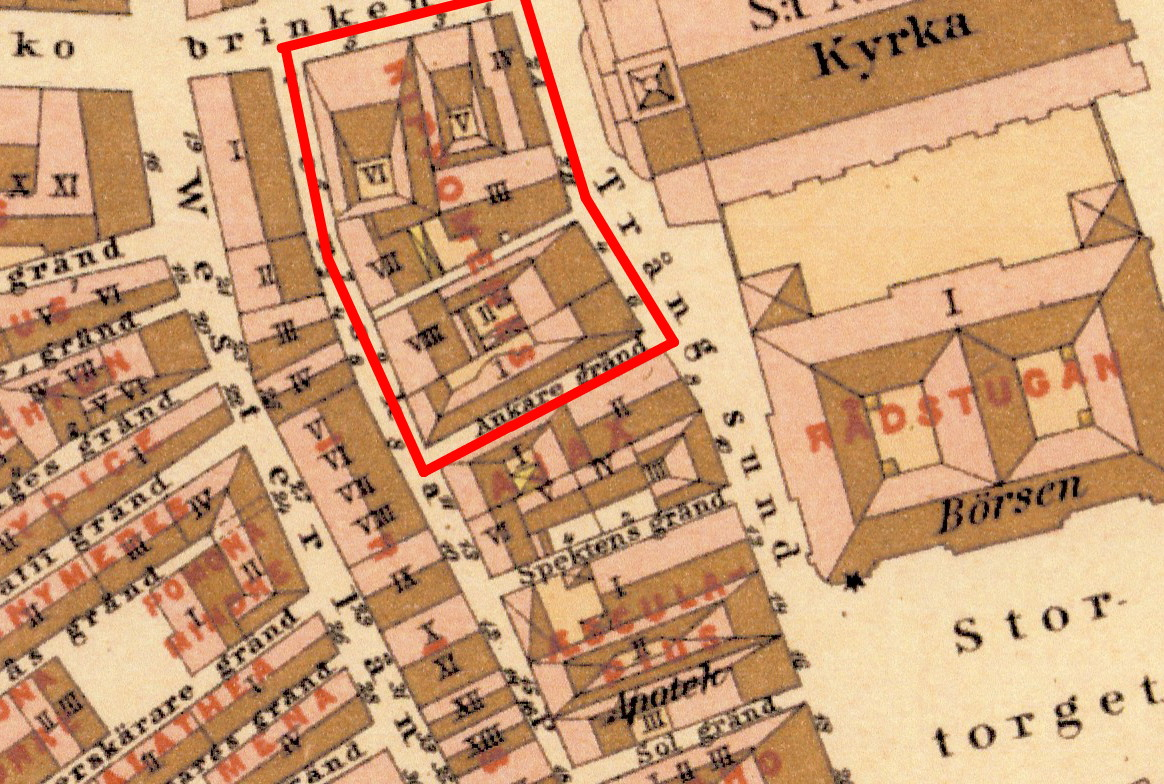
Kvarteret Hippomenes, Gamla stan, 1885.

Kvarteret Hippomenes är ett kvarter i Gamla stan i Stockholm. Kvarteret ligger direkt väster om Storkyrkan och omges av Storkyrkobrinken i norr, Trångsund i öster, Ankargränd i söder och Prästgatan i väster. Kvarteret består av åtta fastigheter där Hippomenes 1 ligger längst i söder mot Ankargränd och Hippomenes 4, 5 och 6 i norr mot Storkyrkobrinken. 

## Namnet
Nästan samtliga kvartersnamn i Gamla stan tillkom under 1600-talets senare del och är uppkallade efter begrepp (främst gudar) ur den grekiska och romerska mytologin. Hippomenes var i den grekiska mytologin ättling till Poseidon, havsguden.

## Kvarteret

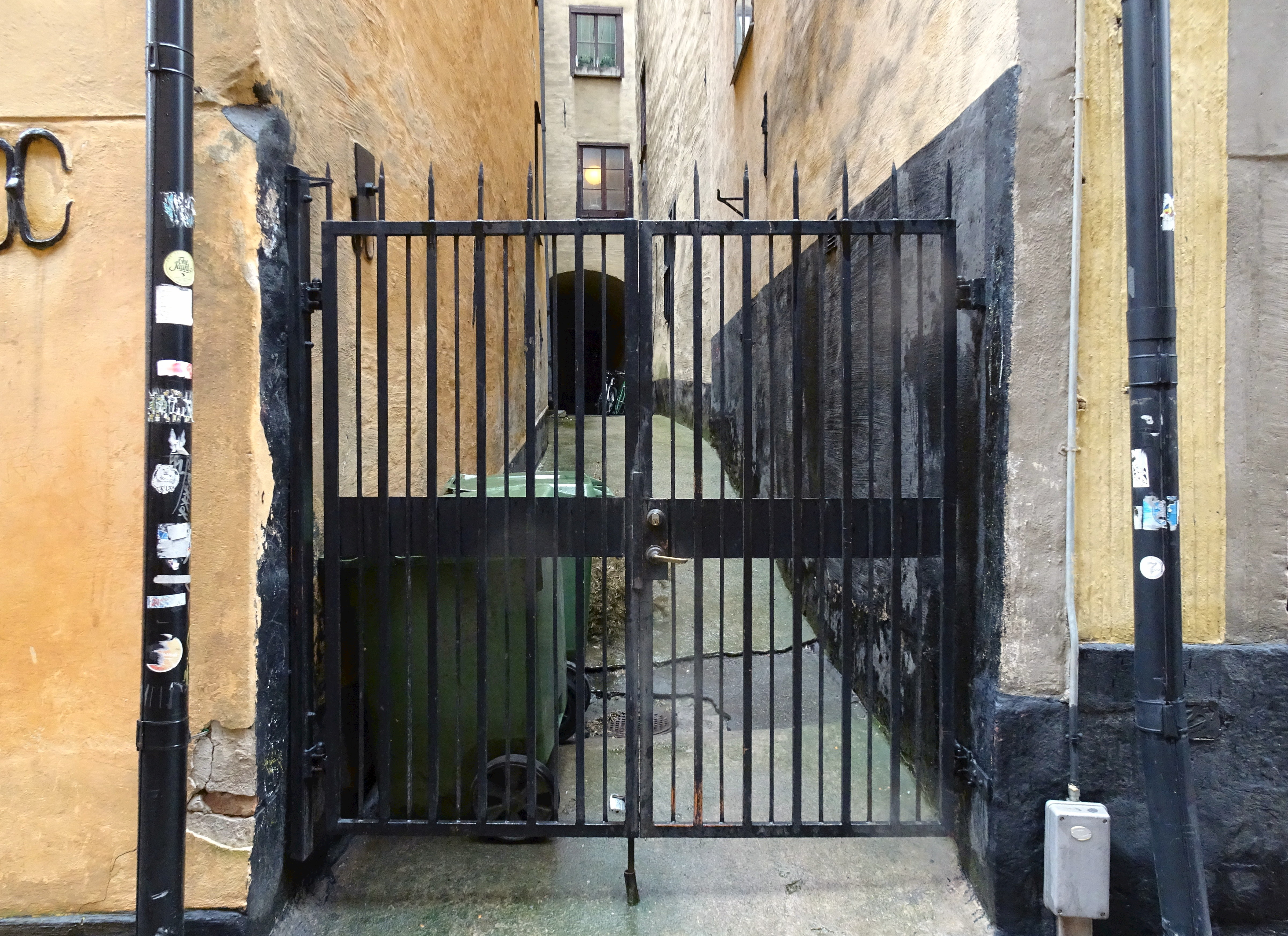
Före detta Stenbergsgränden, 2016.

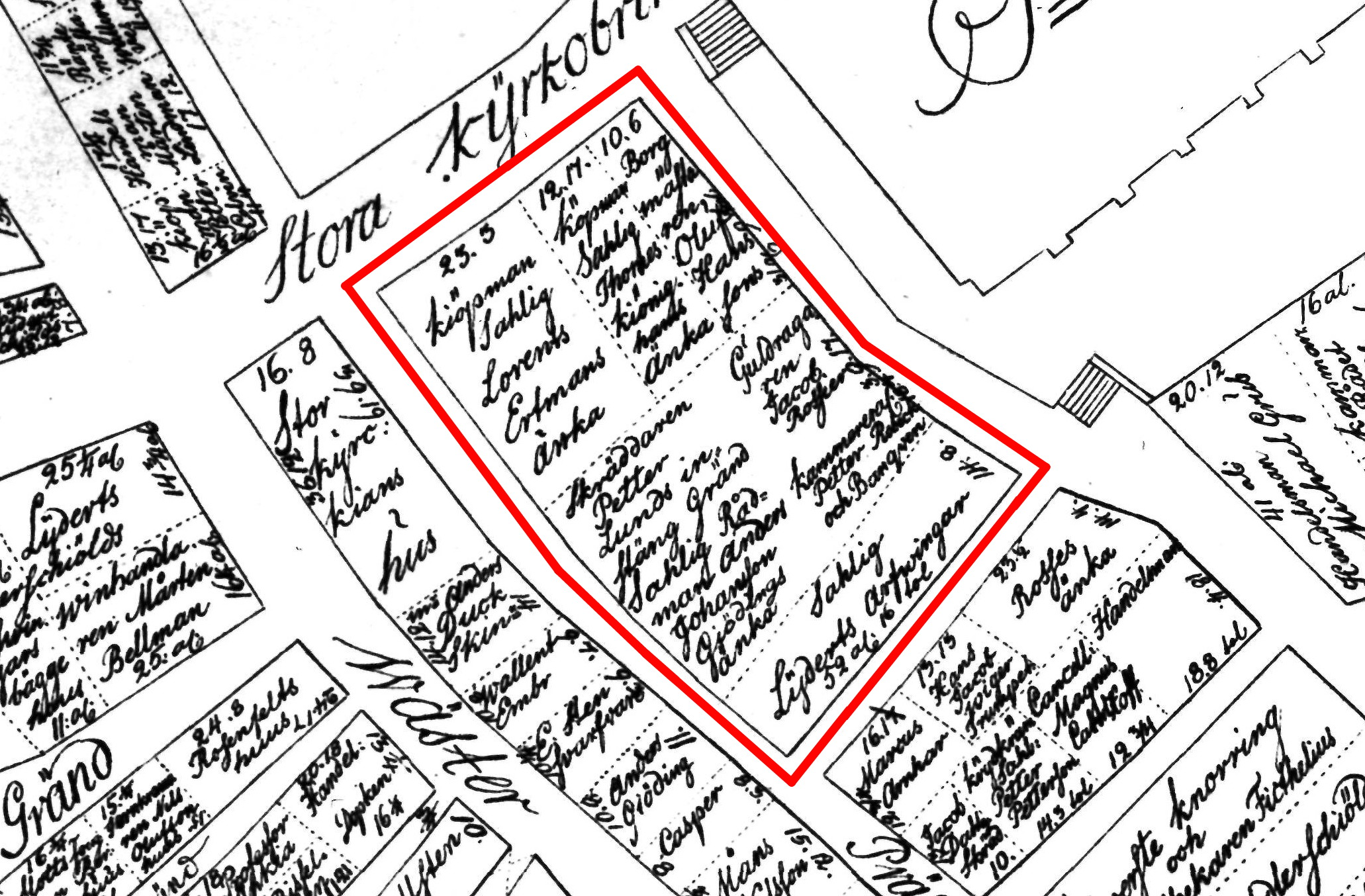
Tomtägare i kvarteret Hippomenes omkring år 1700.

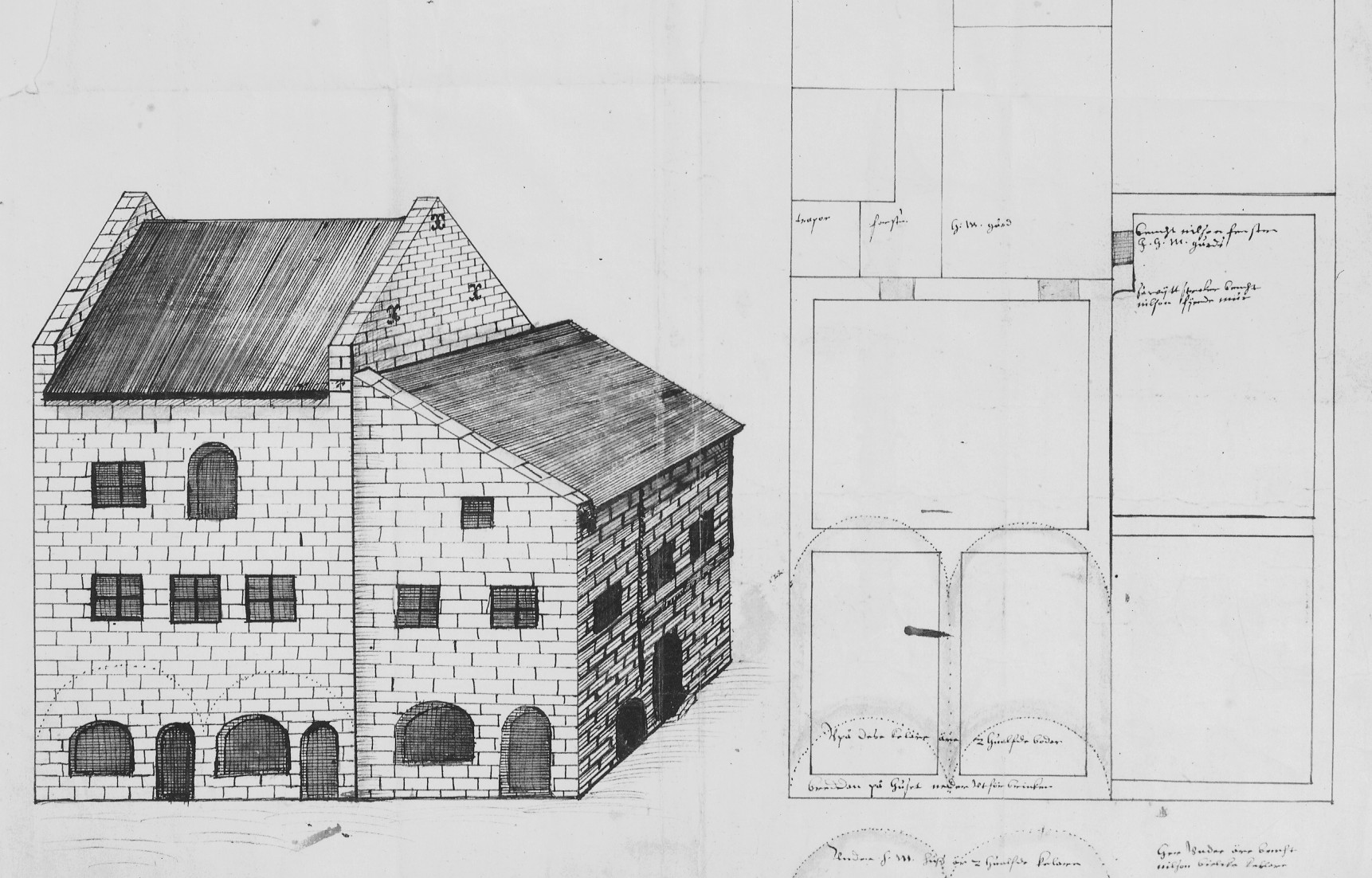
Ritning på hörnhuset Storkyrkobrinken / Prästgatan (nuv. Hippomenes 6), 1628.

Kvarteret var ursprungligen delat av en gränd som gick mellan Hippomenes 7 och 8 från Prästgatan till Trångsund. Från Prästgatan syns gränden som en del av en bakgård. Den hette Stenbergsgränden efter den tyska adelsmannen och hovstallmästaren Antonius von Steinberg (död 1675). Efter honom kallades även Stenbergs gränd, ett äldre namn för den sydligaste delen av Prästgatan. Samtliga byggnaderna inom kvarteret innehåller rester av medeltida murverk. Källarvalven i Hippomenes 3 (Trångsund 4) är av väl bevarat medeltida ursprung.
Hippomenes 1 (hörnhuset Trångsund 6 / Ankargränd) är ett medeltida borgarhus som byggdes om vid 1600-talets mitt. Det kallas även Stuténska huset efter handelsmannen Johan Georg Stutén som lät utföra ytterligare en ombyggnad år 1780 sedan han blivit ägare. Arbetet utfördes av murmästaren och arkitekten Johan Wilhelm Friese. Tanken bakom den nya, ombyggda fasaden var att den, sedd från Slottsbacken, skulle korrespondera med Storkyrkans östgavel. I mitten av 1960-talet genomfördes en omfattande modernisering och renovering av fastigheten efter ritningar av arkitekt Lars Kjellman. Huset fick då även nuvarande utförande på bottenvåningen med småspröjsade fönster och en rokokoport som deponerades av Stockholms stadsmuseum. Innan denna ombyggnad fanns här stora skyltfönster. 
Tomten hörnhuset Hippomenes 4 (Storkyrkobrinken / Trångsund) ägdes under medeltiden av Själagården och 1487 blev den bebyggd. Den första större om- och påbyggnaden av fastigheten utfördes på 1680 av handelsmannen Olof Hansson Törne  (1640-1713), adlad Törnflycht 1698. Då skapades bland annat det fortfarande bevarade säteritaket. Sitt nuvarande utseende med de stora välvda skyltfönstren fick huset mellan åren 1907 och 1909 genom arkitektfirman Dorph & Höög.
Hippomenes 5 (Storkyrkobrinken 3) uppfördes omkring 1640 av den förmögne Hans Weiler som sitt säteshus. Han var högste ämbetsman ansvarig för kontroll av silver- och guldarbeten. Innan dess fanns ett enklare sten- och trähus som ägdes av hans farbror, guldsmeden Mårten Weiler. Mot Prästgatan ägde Weiler ytterligare ett mindre hus. På Weilers tid hade huset en hög praktgavel i fyra våningar och barockportaler mot gatan och gården. Portalen mot Storkyrkobrinken smyckas av en förgylld krona som påminner om att här har funnits  Apoteket Kronan mellan åren 1693 och 1697. På 1760-talet fanns här krogen Setterstedts källare. I den vänstra affären återfinns en butiksinredning från 1800-talets mitt i nygotisk stil.
Stora delar av huset i Hippomenes 6 (Storkyrkobrinken 5 / Prästgatan) är av medeltida ursprung men huset har senare blivit påbyggt och förändrat. På grund av en rättstvist från 1628 existerar idag en ritning på detta hus, som bestod av en lägre del med pulpettak i gathörnet och en högre med sadeltak öster därom. Båda husen uppfördes under 1400-talets andra hälft och byggdes om på 1680-talet. Rättssaken berörde grannen Hans Weilers mindre fastighet mot Prästgatan som skymde dagsljuset. Ritningen visar ett typiskt, oputsat stenhus från medeltiden och illustrerar den gängse borgerliga bebyggelsen på Stadsholmen innan den stora byggverksamheten med praktfullare hus satte igång på 1640- och 1650-talen. År 1867 lät Stockholms stads sparbank bygga om huset efter ritningar av arkitekt Johan Fredrik Åbom. Han ritade en rikt dekorerad fasad efter tidens smak. 1923 förenklades fasaderna i 1700-tals stil och 1977-80 byggdes huset om till Hotel Lady Hamilton med Rosenberg & Stål som arkitekt.

## Nutida bilder

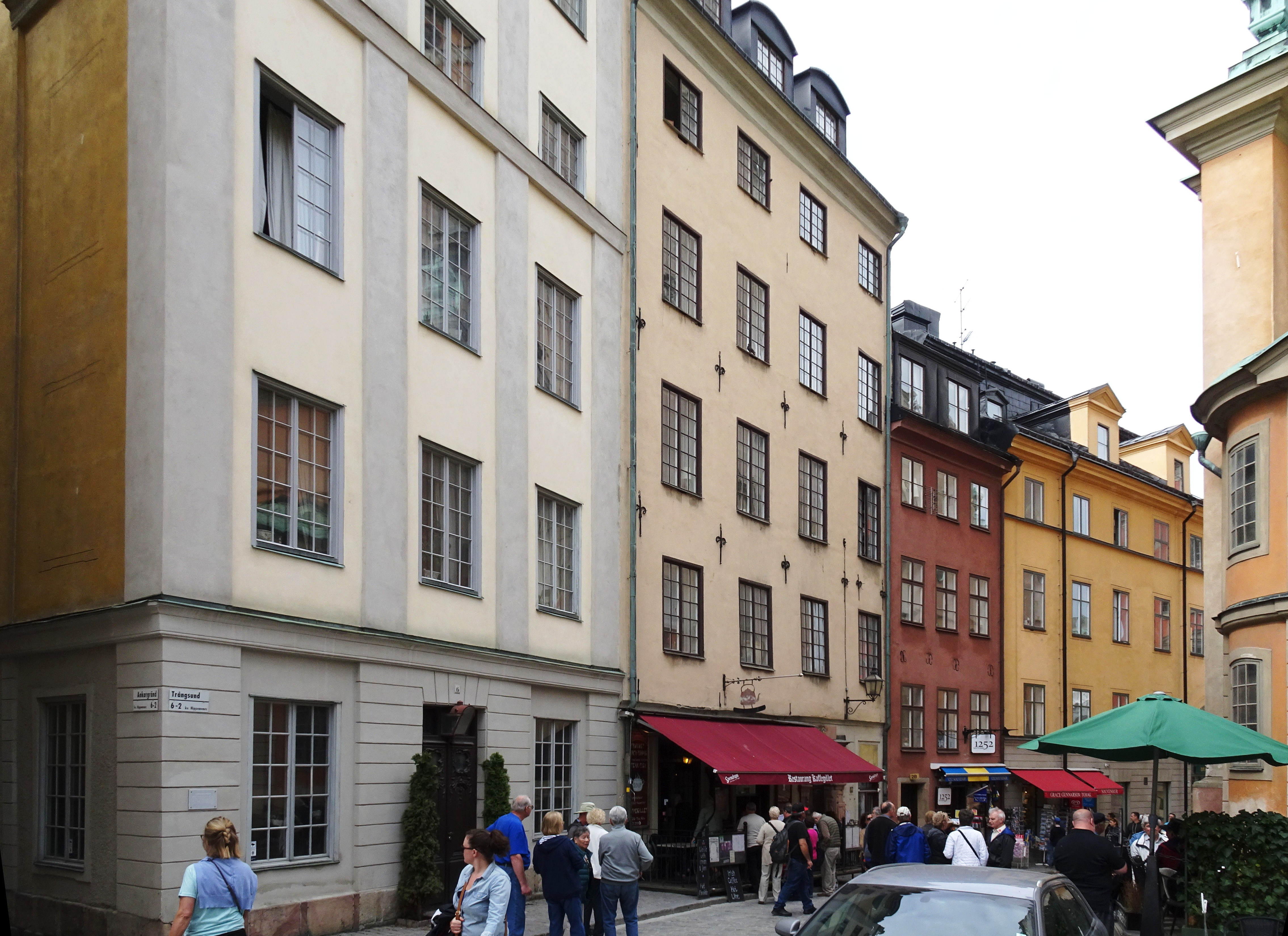
Hippomenes 1, 2, 3 och 4, Trångsund 6-2
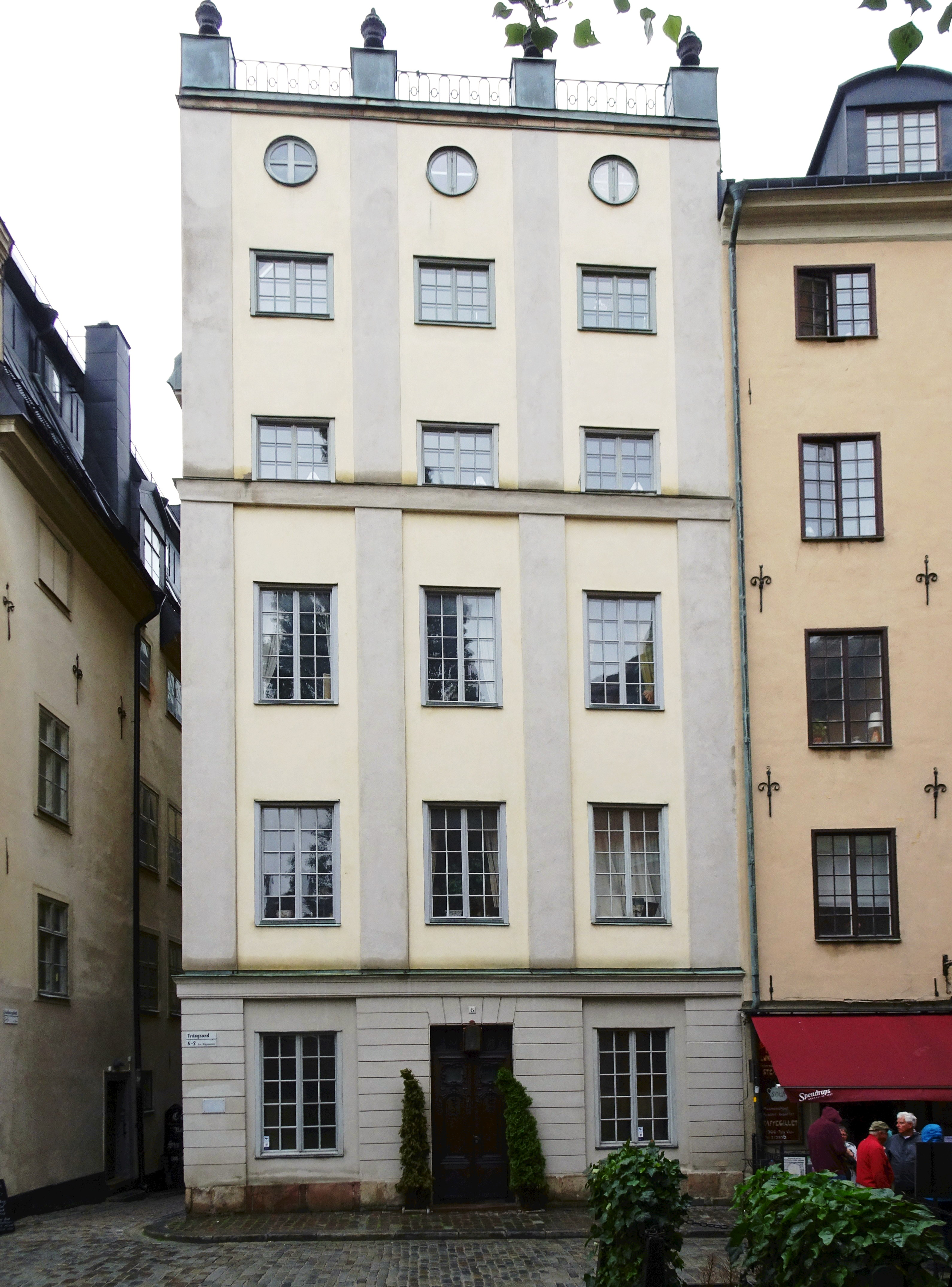
Hippomenes 1, Trångsund 6
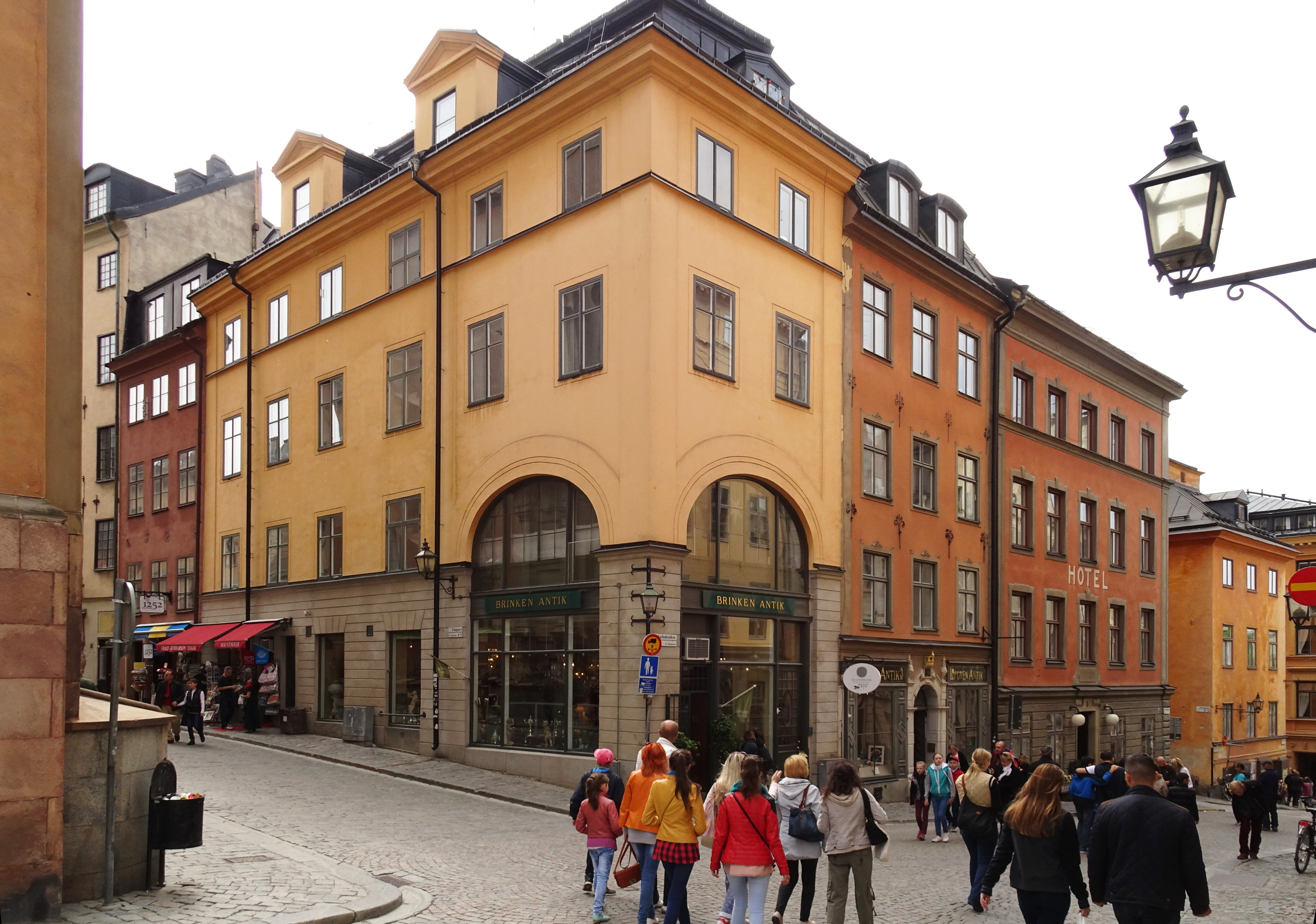
Hippomenes 4, Storkyrkobrinken / Trångsund
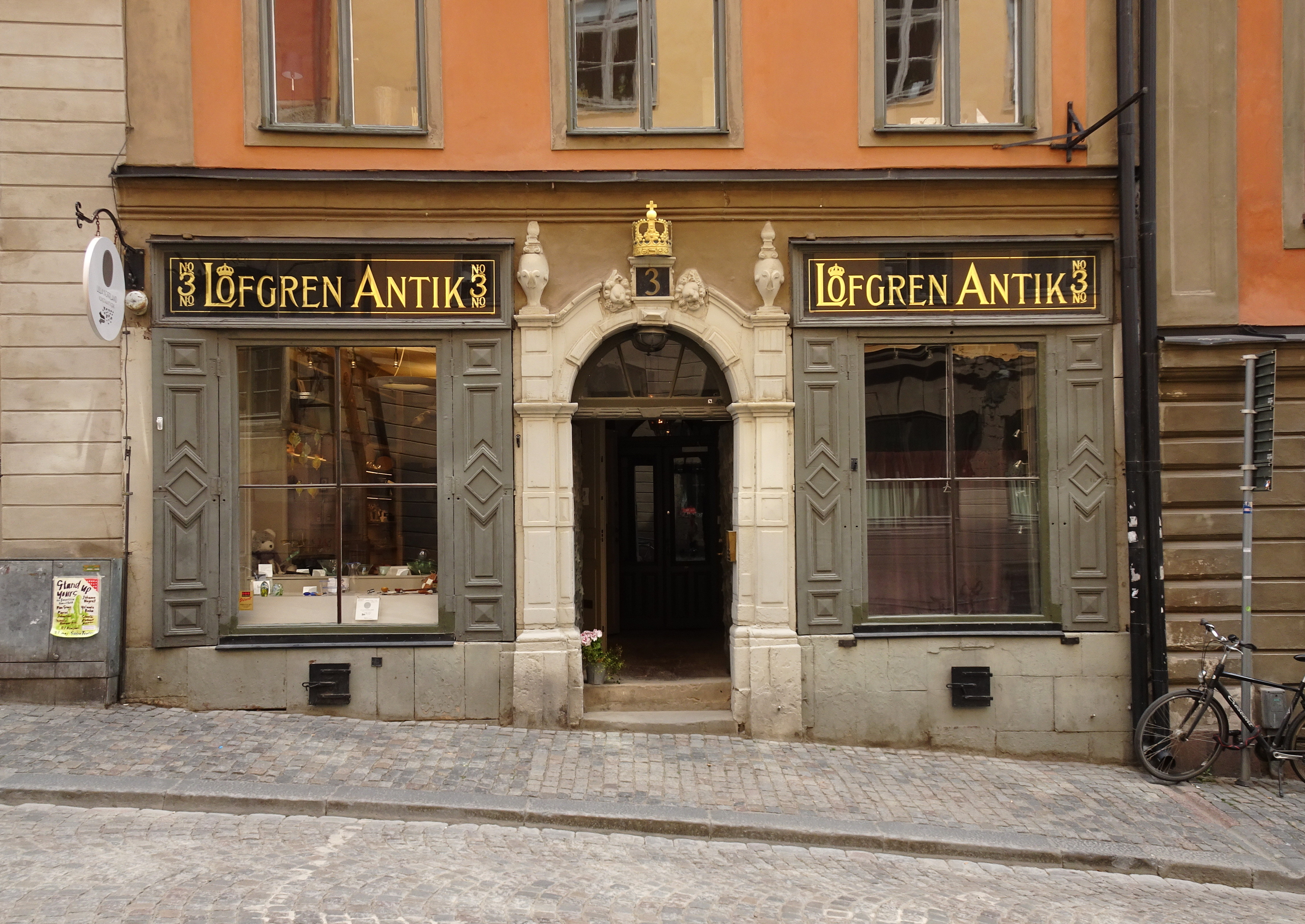
Hippomenes 5, Storkyrkobrinken 3
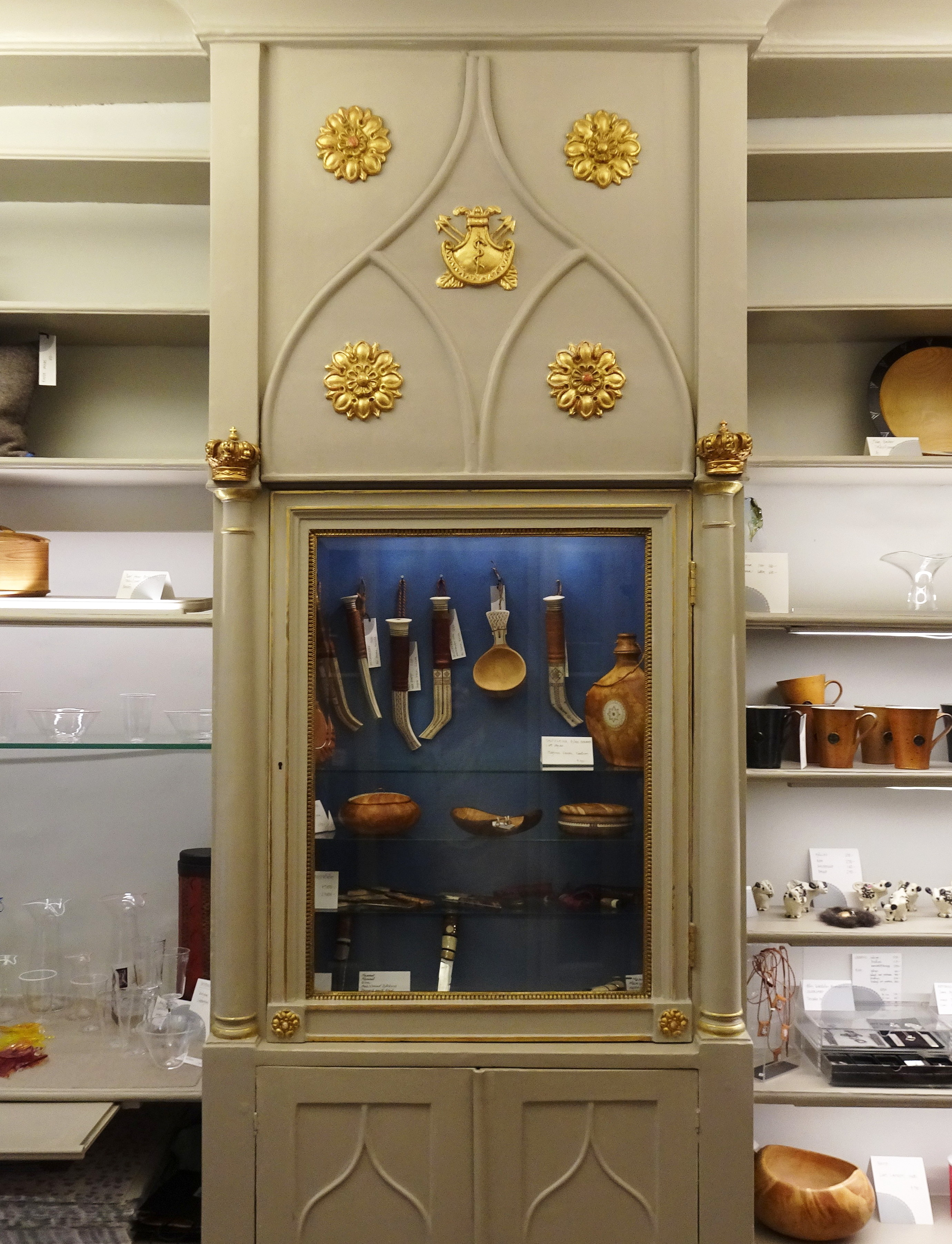
1800-tals inredning i Storkyrkobrinken 3
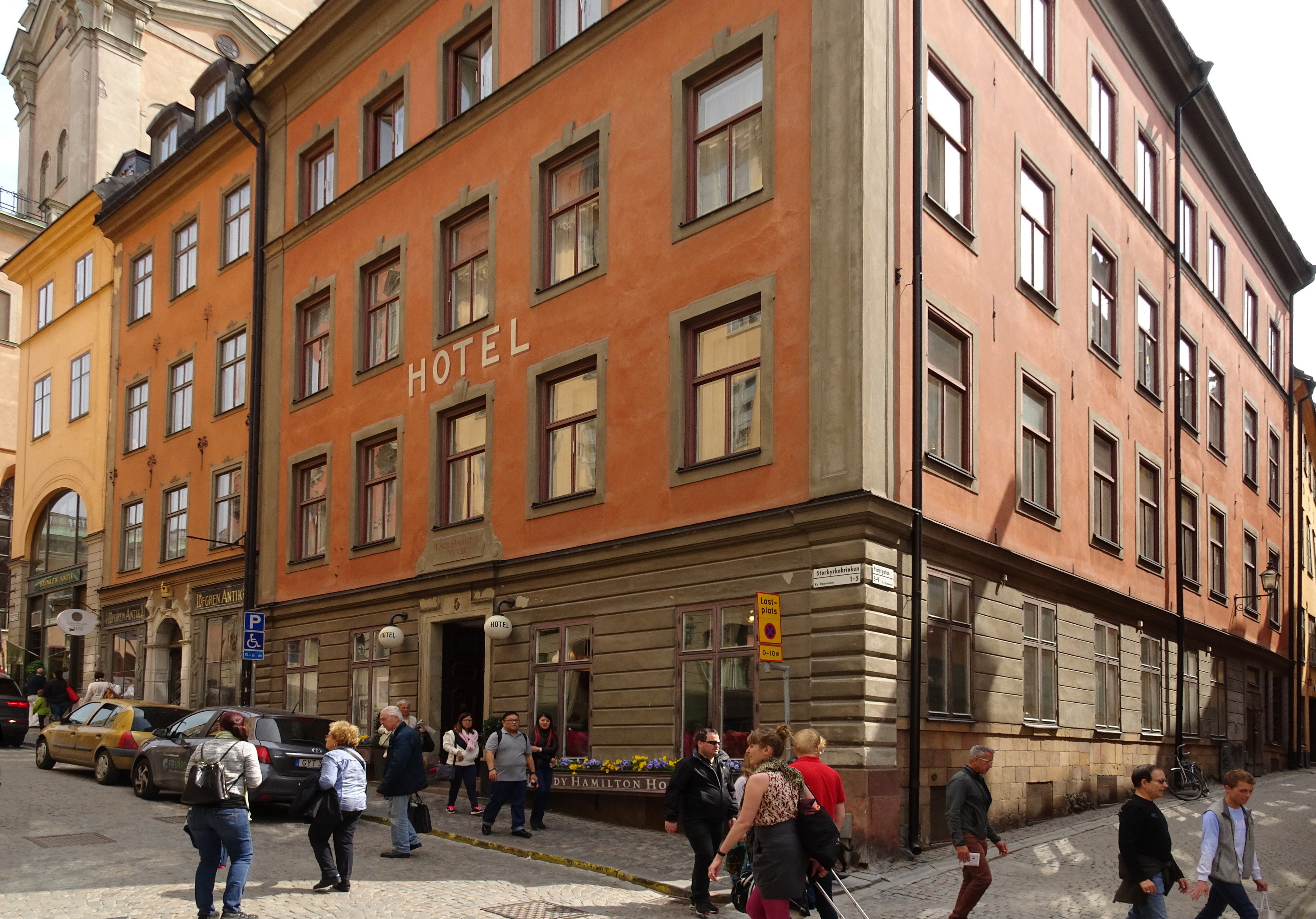
Hippomenes 6, Hotel Lady Hamilton